# Dynamine sosthenes
Dynamine sosthenes är en fjärilsart som beskrevs av William Chapman Hewitson 1869. Dynamine sosthenes ingår i släktet Dynamine och familjen praktfjärilar. Inga underarter finns listade i Catalogue of Life.